# 巴特绍尔高
巴特绍尔高（德語：Bad Saulgau，發音：[baːt ˈzaʊlɡaʊ] ⓘ）是德国巴登-符腾堡州蒂宾根行政区锡格马林根县的城市，面积97.33平方千米，2023年12月31日人口为17,724人。